# Пета колона (филм)
Пета колона је југословенски телевизијски филм из 1973. године. Режирао га је Боро Драшковић а сценарио је базиран на истоименој причи Ернеста Хемингвеја.

## Улоге
| Глумац                   | Улога                          |
| ------------------------ | ------------------------------ |
| Хелена Буљан             |                                |
| Дара Чаленић             |                                |
| Јован Јанићијевић Бурдуш | (као Јован-Бурдуш Јанићијевић) |
| Бранко Плеша             |                                |
| Зоран Ранкић             |                                |